# Río Neila
Río Neila är ett vattendrag i Spanien. Det ligger i den norra delen av landet, 200 km norr om huvudstaden Madrid.